# Palazzo del Marchese di Pombal
Il Palazzo del Marchese di Pombal o Palazzo del Conte di Oeiras é una tipica residenza del secolo XVIII che si trova nel centro storico di Oeiras.
Costruito sotto la supervisione dell'architetto di origini ungheresi Carlos Mardel nella seconda metà del secolo XVIII, il palazzo funse da residenza ufficiale di Sebastião José de Carvalho e Melo, anche noto come conte di Oeiras e marchese di Pombal, dal quale derivò il nome dell'edificio.
Palazzo e giardini si caratterizzano per gli elementi architettonici e artistici (stucchi, azulejo, statue, ecc.) rari e di grande bellezza.

## Storia

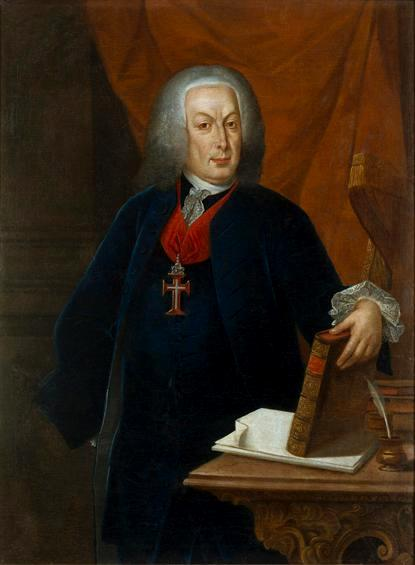
Sebastião José de Carvalho e Melo (Marchese di Pombal e Conte di Oeiras)

La costruzione dell'edificio fu iniziata, come indicato dalla scritta sull'ingresso laterale del palazzo, da Francisco Xavier de Mendonça Furtado, fratello minore del Marchese di Pombal. 
I due fratelli del marchese, Francisco Xavier de Mendonça Furtado e Paulo António de Carvalho e Mendonça, rispettivamente militare e amministratore coloniale il primo e prelato il secondo - impiegarono le loro rendite per abbellire ed ampliare la tenuta di Oeiras, entrata in possesso di Sebastião José attraverso la sua prima consorte, D. Teresa de Noronha, erede dello zio Paulo de Carvalho e Ataíde, arciprete della Cattedrale di Lisbona, deceduto nel 1737. Un'altra scritta che si trova sul muro della cosiddetta Quinta de Cima menziona Paulo António de Carvalho e Mendonça.
L'antica tenuta si formò con l'incorporazione di varie case e fattorie fino al modesto corso d'acqua noto come Ribeira da Laje, con i suoi fertili terreni. Nel suo progetto iniziale la fattoria era caratterizzata da una rigorosa geometria, tale da conciliare le parti adibite ad attività ricreative (giardino e bosco) e quelle adibite ad attività lucrative (la proprietà rurale).
Nella cosiddetta Quinta de Baixo (fattoria di Baixo) si potevano trovare il palazzo, i giardini e il granaio. Questa fattoria era collegata alla Quinta de Cima o Quinta Grande tramite un asse centrale chiamato Rua dos Loureiros (lett. "via degli allori").
Nella Quinta de Cima si trovava la Casa da Pesca e la Cascata da Taveira (o dei Giganti). In questa proprietà si coltivava il baco da seta. La terza fattoria si chiamava Quinta do Marco, della quale oggi rimane un solo un edificio. Era costituita da terreni coltivati a vigneto, uliveto e alberi da frutto.
Nella seconda metà del XX secolo la proprietà fu venduta e frazionata: la Quinta de Baixo fu acquistata dalla Fondazione Calouste Gulbenkian e la Quinta de Cima fu acquistata dallo stato portoghese che la utilizzò per installarvi il centro di ricerca Estação Agronómica Nacional.
La proprietà appartiene al municipio di Oeiras dal 2004.
Nel 2015 il palazzo e i rispettivi giardini sono aperti al pubblico.
L'insieme del palazzo, dei giardini, della Casa da Pesca e della cascata è classificato come Monumento Nazionale.

## Il Palazzo

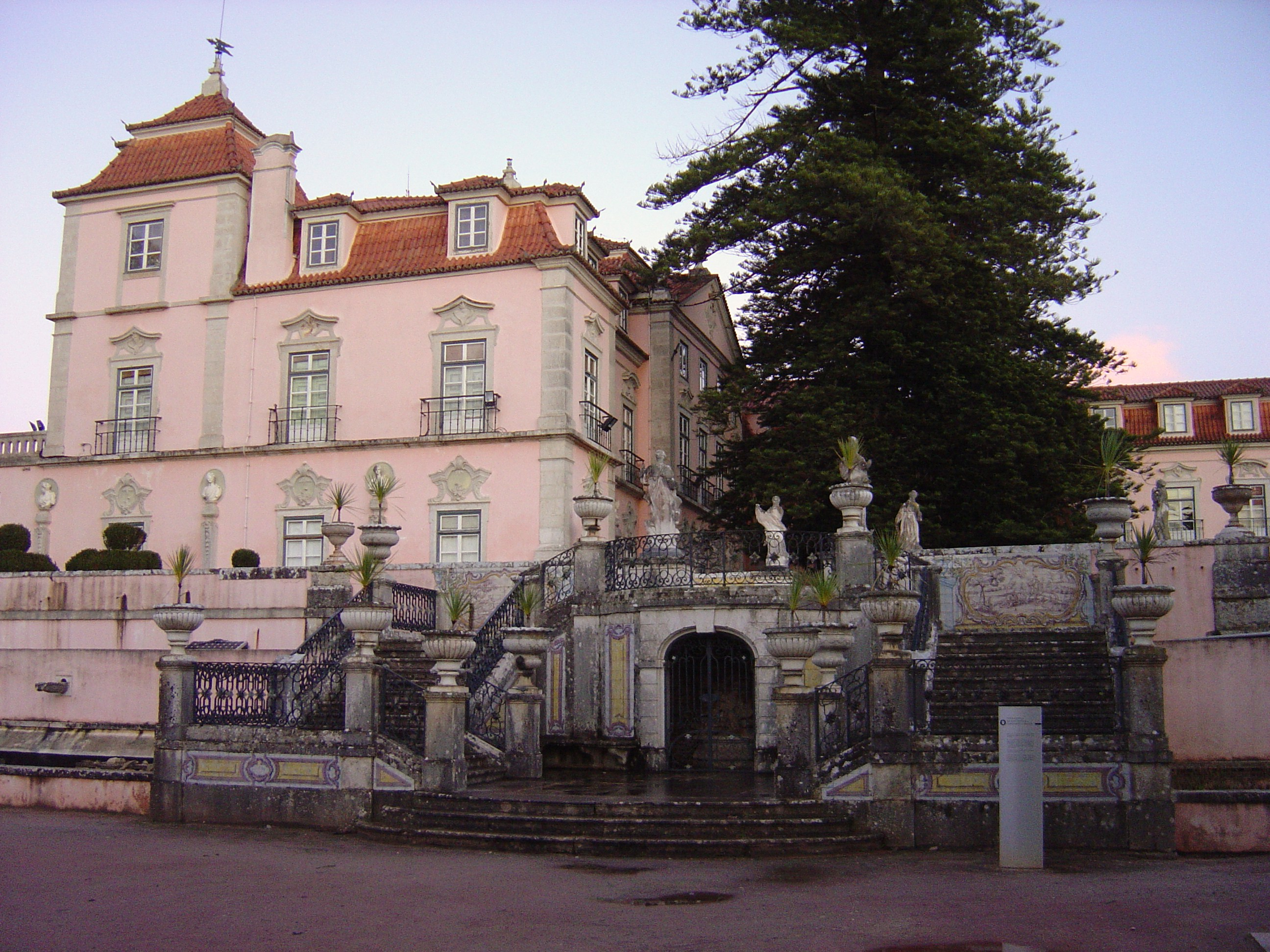
Il Palazzo

Costruito nella seconda metà del secolo XVIII, è un palazzo imponente, con le sue scalinate lunghe e curvilinee in pietra e il suo austero stile barocco.
Si sa che nel 1767 vi era già sul soffitto della Sala della Concordia il dipinto con i ritratti del marchese e dei suoi fratelli Francisco Xavier e Paulo António. Sia la terrazza della facciata sud come la facciata a ovest sono decorate con azulejo, con le finestre della facciata ovest coronate con ornamenti ovali, frontoni e volute e gli spazi tra le finestre riempiti con busti non presenti sulle colonne.
Fu residenza estiva del re Giuseppe I e della sua famiglia reale durante le vacanze del 1775 e del 1776.
Nell'osservare il palazzo ci si può fare un'idea dell'immensa ricchezza di Sebastião José de Carvalho e Melo, poiché si tratta di un edificio di dimensioni molto ampie, decorato come un palazzo reale. È uno dei migliori esempi di casa signorile portoghese del XVIII secolo, secondo lo stile barocco e rococò.
Il palazzo si trova in quello che era prima una grande fattoria signorile. Oltre il palazzo rimangono splendidi giardini, di ispirazione fantasiosa.  

## I giardini

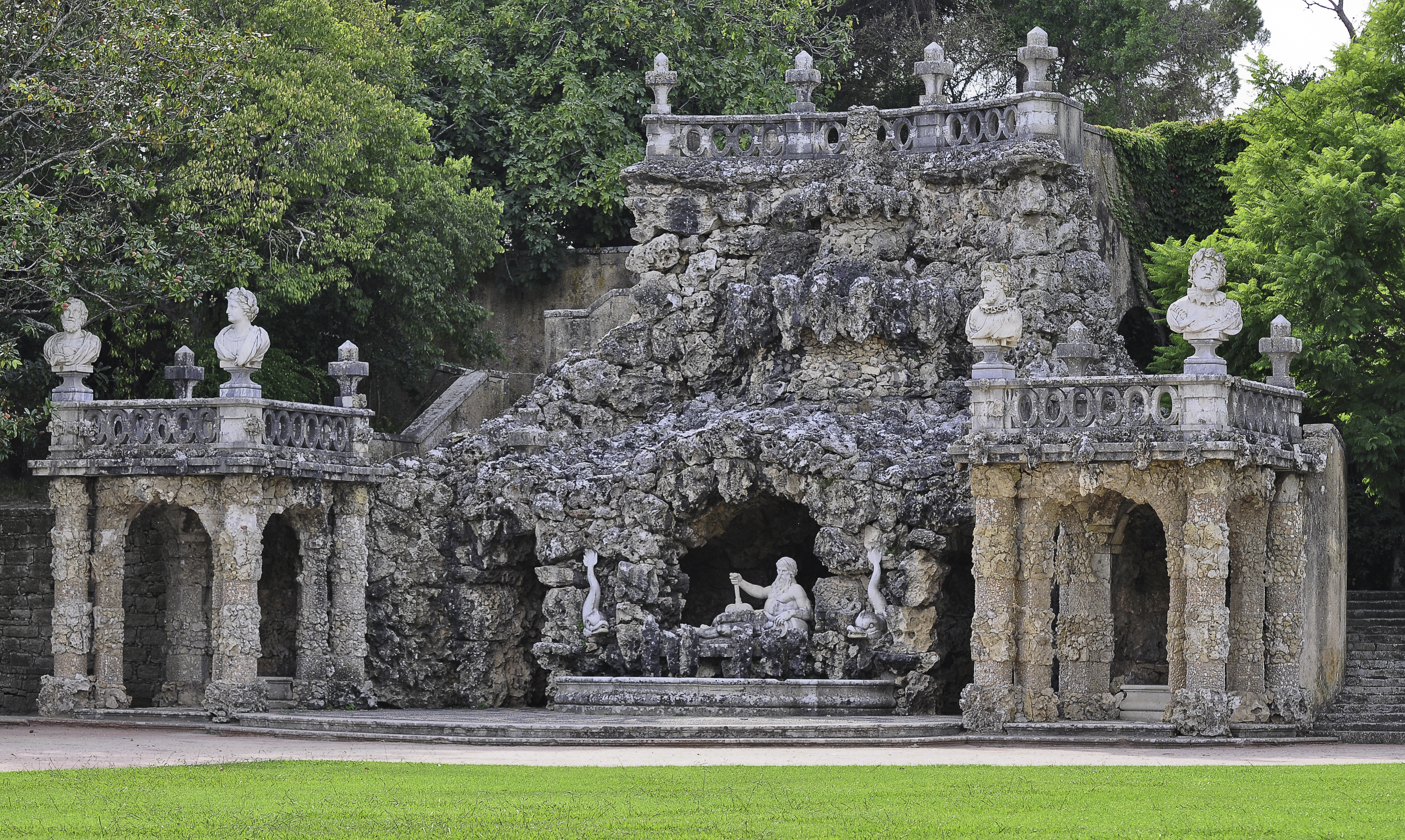
Cascata dei Poeti

I giardini si estendono dal margine diretto della Ribeira da Laje. Simbolo di una profonda cultura, tipica di un europeo illuminista, i giardini portano segni architettonici di rara bellezza come la Cascata dei Poeti o la Grotta Nobile. Questa è molto importante in Portogallo a causa del suo aspetto di grotta, adornata con i busti dei quattro poeti preferiti dal Marchese di Pombal, tra i quali  Camões e Virgilio.
Nei giardini si trovano anche statue, cascate e gli spazi della Casa da Pesca sono arricchiti da tettoie che coprono torchi per la produzione di vino e per quella di olio d'oliva. Nel secolo XVIII era comune la manutenzione delle fattorie come attività per il tempo libero. Era nei giardini intorno al palazzo che si allestivano eventi culturali: teatro, balli, musica, ecc. che avvengono ancora oggi, soprattutto in estate.

## La cappella
Facendo parte di questa fattoria e dallo stesso lato dell'ingresso al palazzo, si trova la Capela do Solar. Progettata dall'architetto Carlos Mardel, è dedicata a Nostra Signora della Mercede e fu terminata nel 1762. Si distinguono gli stucchi dell'italiano João Grossi (1715-1780), i tre altari con dipinti di André Gonçalves e la rappresentazione della Vita della Vergine.

## La fattoria agricola
Nella proprietà del Marchese di Pombal fu piantata una vigna che successivamente il marchese estese fino a Carcavelos. Ancor oggi vi si produce il vino "Conde Oeiras", o "vino di Carcavelos". Si può anche visitare il frantoio dell'olio del marchese. Parte della proprietà oggi è dell'Estação Agronómica Nacional.